# Urris Hills
Les Urris Hills ou Cnoic Iorrais sont un colline située à l'ouest de la péninsule d'Inishowen, dans le comté de Donegal en Irlande. Culminant à une altitude de 417 mètres, elle domine le Lough Swilly à l'ouest et au nord le village de Dunaff. Elle est prolongée au nord-est par Croaghcarragh, qui la sépare du Gap of Mamore.